# Condado de Greene (Pensilvânia)
O Condado de Greene é um dos 67 condados do Estado americano da Pensilvânia. A sede do condado é Waynesburg, e sua maior cidade é Waynesburg. O condado possui uma área de 1 497 km²(dos quais 5 km² estão cobertos por água), uma população de 40 672 habitantes, e uma densidade populacional de 27 hab/km² (segundo o censo nacional de 2000). O condado foi fundado em 9 de fevereiro de 1796.